# Rabelo

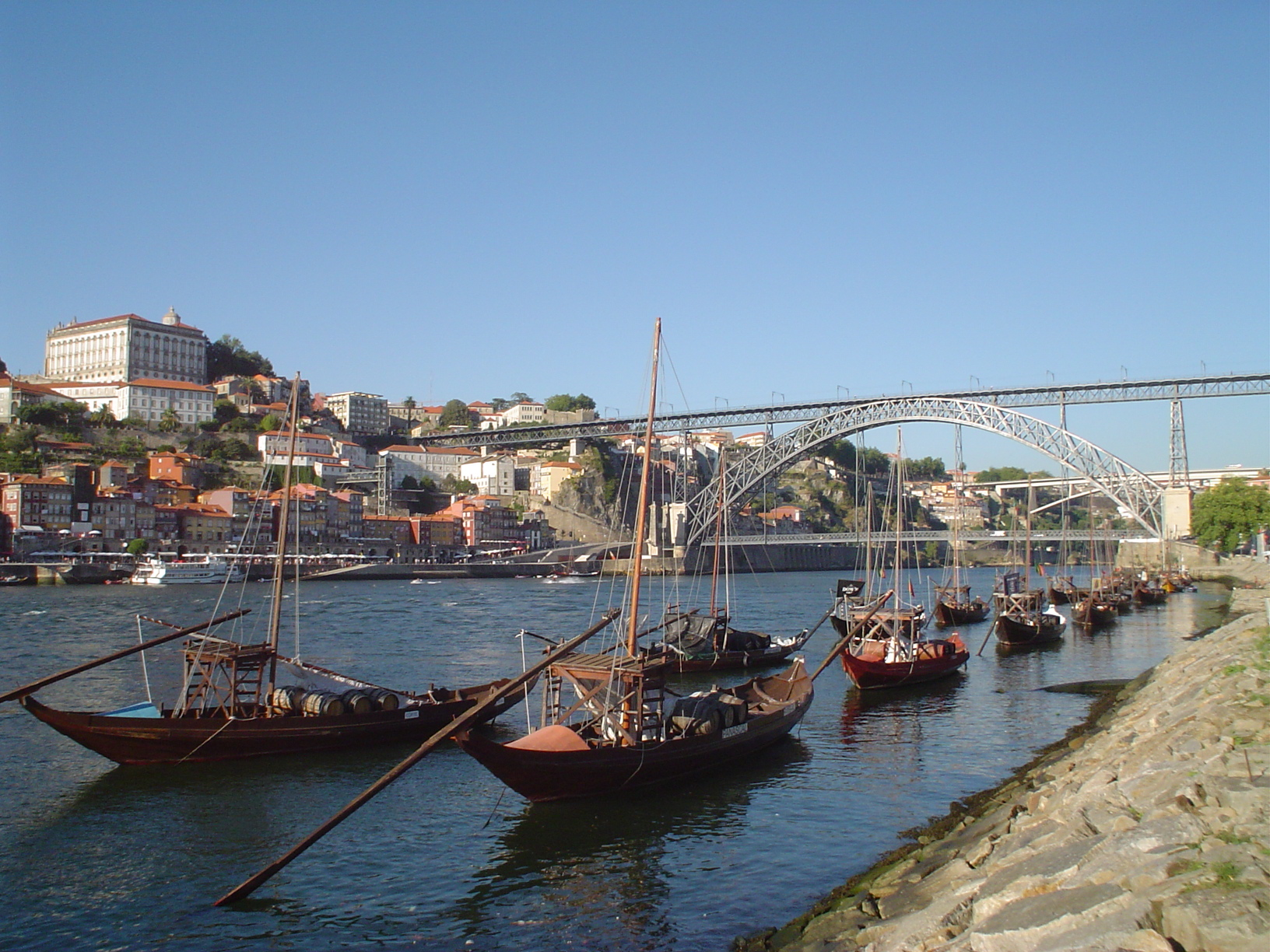
Rabelo's bij Dom Luis I-brug

Een rabelo is een vrachtboot zonder kiel, die speciaal is gemaakt voor het transporteren van vaten port over de wilde Douro naar de wijnhuizen in Porto. 
Inmiddels zijn de barco-rabelo's weggeconcurreerd door het transport over de weg, maar het is nog mogelijk om in Porto rondvaarten te maken op een dergelijke boot.